# Mirzəqışlaq
Mirzəqışlaq è un comune dell'Azerbaigian situato nel distretto di Quba. Conta una popolazione di 517 abitanti.